# Schistura altipedunculatus
Schistura altipedunculatus är en fiskart som först beskrevs av Banarescu och Nalbant, 1968.  Schistura altipedunculatus ingår i släktet Schistura och familjen grönlingsfiskar. Inga underarter finns listade i Catalogue of Life.